# Quintana d'Esplugues
La Quintana d'Esplugues és un paratge constituït per camps de conreu a tocar d'una masia (quintana) del terme municipal de Castellcir, a la comarca del Moianès.
Són als costats nord i oest de la masia d'Esplugues, en el sector més de ponent del terme de Castellcir, a prop ja del límit amb Castellterçol. Diferentment d'altres masies, aquesta quintana no és al costat de la casa, sinó al damunt. La Riera de Fontscalents travessa pel bell mig la part més baixa d'aquesta quintana, al nord de la masia i just a migdia d'on aflueix en aquesta riera el Xaragall de la Cuaranya. Més a llevant hi ha el Camp Gran d'Esplugues, al seu sud-est, el Sot de la Millera. Al nord de la Quintana d'Esplugues es troben els Camps de Portet.

## Etimologia
Deu el seu nom al fet que aquests camps són adjacents a la masia d'Esplugues; la paraula quintana reflecteix exactament aquest concepte.